# لیبالی شرات
لیبالی شرات (انگلیسی: Libbali-sharrat; تاریخ ورودی نامعتبر است – After 631 BC)ملکه امپراتوری آشور و همسر  آشوربانیپال بود.احتمالاً در سال ۶۷۲ قبل از میلاد با آشوربانیپال ازدواج کرد و احتمالاً پس از مرگ شوهرش زندگی می کرده است.لیبالی شرات تنها فرد شناخته شده از آشور باستان است که پادشاه نیست علت این امر این است که او در یکی از نقش برجسته های آشوربانیپال در حالی که از او در هنگام شام در باغ قصر میزبانی می کند، در حالی که توسط خدمتکاران زن خود احاطه شده است، به تصویر کشیده شده است.

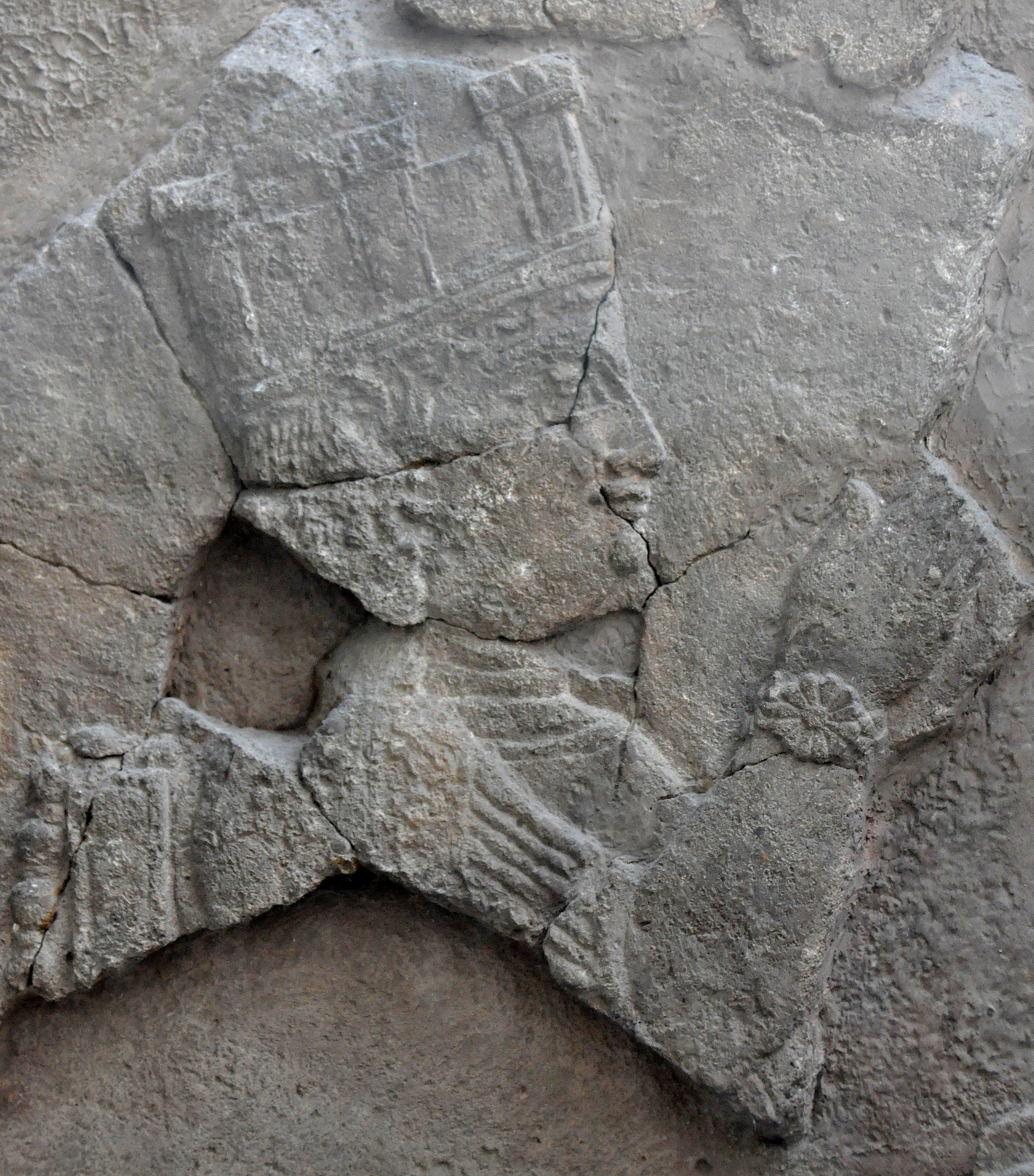
جزئیات یک سنگ نگاره لیبالی شرات

## زندگی
مشخص نیست لیبالی شرات چه زمانی با آشوربانیپال ازدواج کرد. همسر اسرحدون، پدر آشوربانیپال (ح. ۶۸۱–۶۶۹قبل از میلاد)، عشارا همت، در فوریه ۶۷۲ پیش از میلاد درگذشت. اسناد معاصر که ترتیبات تشییع جنازه عشارا همت را ثبت کرده اند، حضور دختر و عروس ملکه را ثبت کرده اند.در آن صورت، ازدواج لیبالی شرات با آشوربانیپال قبل از مرگ عشارا همت صورت گرفت، اما داماد نامبرده می توانست همسر یکی دیگر از پسران آشوربانیپال نیز باشد.
نام لیبالی شرات منحصر به فرد است و  هیچ فرد دیگری با این نام وجود نداشته باشد. از آنجایی که نام او عنصر šarratum ("ملکه") را نیز در بر می گیرد، ممکن است نام تولد او نباشد، بلکه نامی است که او پس از ازدواج با آشوربانیپال یا زمانی که همسرش توسط اسرحدون به عنوان ولیعهد و وارث تعیین شد برگزیده است.لیبالی شرات در ترجمه تحت اللفظی به معنای "شهر درونی ملکه است". "شهر درونی" ممکن است اصطلاحی برای الهه ایشتار باشد. از طرف دیگر، این نام را شاید بتوان به این صورت تفسیر کرد: «[در] درون شهر، [الهه] ملکه است» لیبالی همچنین نام محله معبد باستانی در آسور، مرکز مذهبی آشور بود.
مکن است تنش هایی بین لیبالی-شرات و خواهر آشوربانیپال سروا-اعترات وجود داشته باشد.سال ۶۷۰ قبل از میلاد، نزدیک به پایان سلطنت اسرحدون، سروا اترات نامه ای به لیبالی شرات نوشت که در آن ملکه آینده را به خاطر درس نخواندن سرزنش کرد و به او اطلاع داد که در حالی که لیبالی شرات روزی ملکه خواهد شد، سروا اترات همچنان از او پیشی می گیرد. چون او دختر پادشاه بود.یک قرائت جایگزین از نامه این است که این نامه تلاشی تا حدی بی‌رحمانه برای کمک به لیبالی-شرات برای سازگاری با زندگی سلطنتی بود، نه تلاشی برای قرار دادن او به جای خود.اگرچه لیبالی شرات، به عنوان همسر یکی از اعضای خاندان سلطنتی آشور، مدت‌ها برای نقش خود آماده بود، اما نامه نشان می‌دهد که تبدیل شدن به همسر ولیعهد هنوز هم حتی در یک مرحله کاملاً دیرهنگام نیازمند تغییرات بزرگی بوده است. همانطور که از اسناد بعدی می توان استنباط کرد، لیبالی شرات خواندن و نوشتن را بعد ها به درستی آموخت.

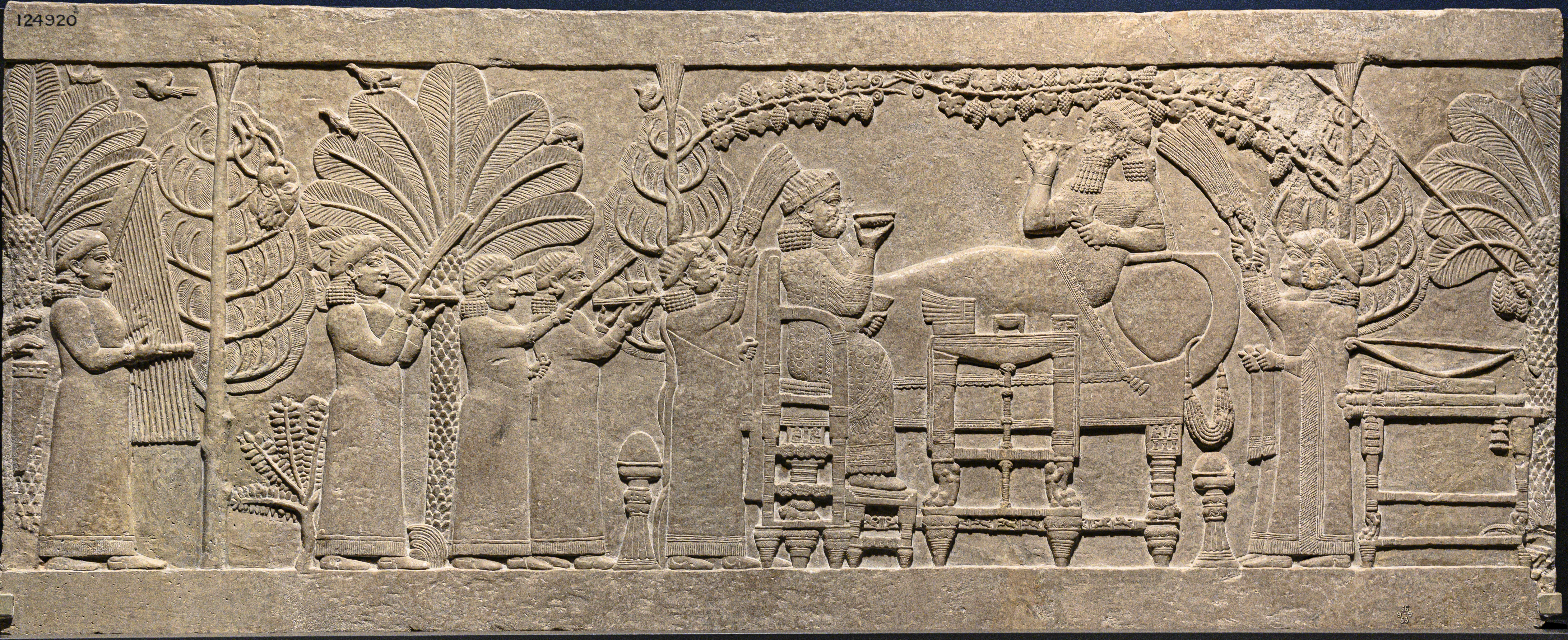
نقش برجسته «گاردن پارتی» آشوربانیپال که زوج سلطنتی را در حال غذا خوردن در مرکز به تصویر می کشد.